# Ummet Ozcan
Ummet Ozcan (Putten, 16 augustus 1982) is een Turks-Nederlands dj en producer. Hij staat onder contract bij Spinnin' Records.

## Carrière
In 2009 staat zijn single Timewave Zero negen weken in de Tipparade. Dit lukt hem in 2014 opnieuw, nu met Revolution. Deze single maakt hij samen met NERVO en R3HAB. In 2015 heeft hij met het nummer The Hum (versus Dimitri Vegas & Like Mike) een nummer 1-hit te pakken in België.

## Discografie

### Hitnoteringen
| Single met eventuele hitnotering(en) in de Nederlandse Top 40 | Datum van verschijnen | Datum van binnenkomst | Hoogste positie | Aantal weken | Opmerkingen                                                                 |
| ------------------------------------------------------------- | --------------------- | --------------------- | --------------- | ------------ | --------------------------------------------------------------------------- |
| Timewave Zero                                                 | 2009                  | 28-03-2009            | tip6            | 9            |                                                                             |
| The Code                                                      | 2013                  | -                     | -               | -            | Met W&W Nr. 94 in de Single Top 100                                         |
| Revolution                                                    | 2013                  | 18-01-2014            | tip 15          | 6            | Met R3hab en NERVO Tip 26 in de Vlaamse Ultratop 50                         |
| Raise Your Hands                                              | 2014                  | -                     | -               | -            | Nr. 47 in de Vlaamse Ultratop 50                                            |
| Smash!                                                        | 2014                  | -                     | -               | -            | Tip 15 in de Vlaamse Ultratop 50                                            |
| Superwave                                                     | 2014                  | -                     | -               | -            | Tip 51 in de Vlaamse Ultratop 50                                            |
| The Hum                                                       | 2015                  | -                     | -               | -            | Vs. Dimitri Vegas & Like Mike Nr. 12 in de Vlaamse Ultratop 50              |
| Melody                                                        | 2016                  | -                     | -               | -            | Vs. Dimitri Vegas & Like Mike en Steve Aoki Nr. 1 in de Vlaamse Ultratop 50 |

### Overige Singles
- 2007: Ummet Ozcan - Joypad
- 2007: Ummet Ozcan - The Light
- 2007: ElToro & Ummet Ozcan - Re-Charge
- 2007: Ummet Ozcan - Natural Waves
- 2008: Ummet Ozcan - Deep Basic
- 2008: El Toro & Ummet Ozcan - Bits And Bytes
- 2009: Ummet Ozcan - Maya
- 2009: Ummet Ozcan - Shamballa
- 2009: MEM & Ummet Ozcan - Subzero
- 2009: Ummet Ozcan vs. W&W - Synergy
- 2010: Ummet Ozcan - Insignia
- 2010: Ummet Ozcan - Arcadia
- 2010: Sied van Riel & Ummet Ozcan - Serendipity
- 2010: Ummet Ozcan - Trinity
- 2010: Ummet Ozcan - Next Phase
- 2010: Ummet Ozcan - Vimana
- 2011: Ummet Ozcan - Insignia
- 2011: Ummet Ozcan - Indigo
- 2011: Ummet Ozcan - Transcend
- 2011: Ummet Ozcan - Reboot
- 2012: Ummet Ozcan - Cocoon
- 2012: Ummet Ozcan - Miami Sundown
- 2012: Ummet Ozcan - The Box
- 2013: Ummet Ozcan - Here & Now
- 2013: Ummet Ozcan & DJ Ghost - Airport
- 2013: Ummet Ozcan - The Cube
- 2014: Calvin Harris & Ummet Ozcan - Overdrive
- 2014: Calvin Harris & Ummet Ozcan - Overdrive (Part 2)
- 2015: Ummet Ozcan - Lose Control
- 2015: Ummet Ozcan ft. Katt Niall - Stars
- 2015: Ummet Ozcan - Kensei
- 2015: Ummet Ozcan - On The Run
- 2016: Ummet Ozcan - Wake Up The Sun
- 2016: Ummet Ozcan - Spacecats
- 2016: Tiesto & Ummet Ozcan - What You're Waiting For
- 2016: Ummet Ozcan - Wickerman
- 2016: Ummet Ozcan - Megatron
- 2016: Ummet Ozcan - Don't Stop
- 2016: Ummet Ozcan - Om Telolet Om
- 2017: Ummet Ozcan ft. Ambush - Bombjack
- 2017: Ummet Ozcan - Showdown
- 2017: Ummet Ozcan ft. Chris Crone - Everything Changes
- 2017: Ummet Ozcan x Lucas & Steve - Higher
- 2018: Ummet Ozcan x HYO - Sober
- 2021: Ummet Ozcan x Harris x Ford - Million Dreams
- 2022: Ummet Ozcan - Xanadu (Dit nummer werd vooral in China en omstreken erg populair vanwege de relatie met de Mongoolse muziekstijl "Mongolian Throat Singing")
- 2023: Ummet Ozcan x Otyken - Altay